# 卡斯特尔萨拉切诺
卡斯特尔萨拉切诺（義大利語：Castelsaraceno），是意大利波坦察省的一个市镇。总面积74平方公里，人口1516人，人口密度20.5人/平方公里（2009年）。ISTAT代码为076025。